# グロボシド

N-アセチルガラクトサミン

スフィンゴシン

グロボシド（globoside）は、スフィンゴ糖脂質の一種で、スフィンゴ脂質の一種であるセラミドに、側鎖として2つ以上の糖が結合した構造を持つ化合物である。糖は大抵N-アセチルガラクトサミン、D-グルコース、またはD-ガラクトースの組合せである。側鎖として1つの糖のみを持つスフィンゴ糖脂質はセレブロシドと呼ばれる。
側鎖はガラクトシダーゼおよびグルコシダーゼによって切断されうる。α-ガラクトシダーゼAの欠損はファブリー病（グロボシドの一種グロボトリアオシルセラミドの蓄積によって特徴付けられる遺伝性代謝疾患）の原因である。